# Родионов, Андрей Егорович
Андре́й Его́рович Родио́нов (род. 29 июля 1956, Москва) — советский и российский художник-акварелист, график, преподаватель.

## Биография
Родился в 1956 году в Москве.
В 1978 году окончил Московское высшее художественно-промышленное училище. В 1978—1981 годы работал художником-реставратором керамики в объединении «Росреставрация», в 1982—1989 — художник-конструктор КБ Точмаш. Одновременно с 1980 года ведёт детскую изостудию.
В 1990—2003 годы преподавал в Московском театральном художественно-техническом колледже, где получил высшую квалификационную категорию (14-й разряд). В настоящее — профессор МГХПА им. С. Г. Строганова на кафедрах Академического рисунка и Искусство графики.
Андрей Егорович имеет более 30 лет преподавательского стажа, автор собственной методики преподавания академического рисунка и живописи (в жанре мастер-класс). Его студенты неоднократно становились призёрами, дипломантами и лауреатами различных выставок и конкурсов.

Нет ничего выше, созданного творцом! Нет большего счастья видеть и воспринимать эту красоту!.. Считаю, что истинное призвание художника в умении посредством красок создавать такие картины, образы которых по-настоящему передают гармонию природы… В основе моего творческого метода серьезное обращение к истокам настоящего искусства и традиции, именно это истинно и полнокровно питает моё вдохновение, и именно это я стараюсь привить своим ученикам.— Андрей Родионов

## Творчество
Участник более 100 региональных, республиканских и международных выставок, 20 из которых персональные.
Участник российских (Волгоградская область, 2005, 2010) и международных (Сербия, Димитровград, 2007) пленэров.
Участвует в международных выставках, конкурсах (Международная Биеннале «Арт-Мост-Акварель», Санкт-Петербург; III Международная выставка акварели «Fabriano in Acquarello», Фабриано, Италия; Международная Биеннале International Watercolor Cociety Thailand, Бангкок) и других проектах.
По решению Научно-методического совета и Ученого совета МГХПА им. С. Г. Строганова в 2009 г. был выпущен альбом творческих работ А. Е. Родионова «Союз воды и света» под рубрикой «Мастера строгановской школы» в качестве учебно-методического пособия для студентов творческих вузов и художественных училищ.

У каждого мастера свой путь в искусстве, свои сокровенные берега гармонии и света. Душа художника, словно птица вещая, то молчит в ожидании встречи с прекрасным, то устремляется на его вдохновенный зов… Волшебный мир акварели А. Е. Родионова — «Воспоминание об Остоженке», остановившееся на мгновение лето — «Уходящее лето» и «Зимняя сказка» из цикла «Сретение». «Здравствуй, день», — так обращается к нам, к миру художник Андрей Егорович Родионов в одной из своих картин. И хочется задержаться у этих «негромких» проникновенных пейзажей из цикла «Забытая деревня», вдохнуть морозный воздух акварелей цикла «Предзимье», постоять у овеянных светом, кажется, знакомых, но как будто увиденных впервые, родных храмов. Все вызывает благодарное доверие и не только потому, что акварель — это своего рода исповедь, признание, в каждой картине ощущается индивидуальность души, личность художника, его искренний диалог со зрителем. «Акварель — это состояние души, художник пишет кончиками нервов, иначе невозможно».— Андрей Родионов. Союз воды и света : [альбом] / авт.-сост.: С. Л. Аристова; ГОУ ВПО «Моск. гос. худож.-пром. акад. им. С. Г. Строганова». — М. : МГХПА, 2009. — 64 с. — (Мастера Строгановской школы). — (Педагогическое наследие).
Член Международного художественного фонда (с 1997, живописец), член Союза художников России (Московское отделение ВТОО СХР — с 2000, график-акварелист), Творческого союза художников России (с 2008, график), Санкт-Петербургской общественной организации «Общество акварелистов» (с 2012), Международной федерации акварелистов (с 2014), Выставкома Федерации «Акваживопись» при Международном художественном фонде (с 2005).
Работы А. Е. Родионова находятся в частных собраниях России, Армении, Латвии, Израиля, Германии, Англии, Швеции, Сербии, Черногории, а также в коллекциях музея МГХПА им. С. Г. Строганова, Приморской картинной галереи (Владивосток), Музея-заповедника «Кижи».

## Циклы работ
- «Забытая деревня»
- «Сретение»
- «Предзимье»
- «По Белоруссии» (2009)
- «Белые ночи» (2001)
- «Петербургская симфония» (2006, 2007)
- «Балканы-Кавказ»
- «Рождественская сказка»
- «Хопёрские дали» (2010)
- «По Скандинавии» (2006, 2007)
- «Море, ты даёшь мне силу! (Рижское взморье)»
- «Черногория» (2007, 2012, 2013)
- «Дыхание Переславля» (2016)
- «Кижи» (2014)

## Награды и признание
- Бронзовая медаль Творческого союза художников России «За вклад в отечественную культуру».
- Дипломант 9-й (2006; 2 место), 10-й (2007; 3 место) и победитель 11-й (2008; 1 место) выставок «Акварель года» Федерации «Акваживопись».
- Лауреат региональной выставки «Строгановцы — 2007» в номинации «Графика»[1].